# Gregory Jaczko

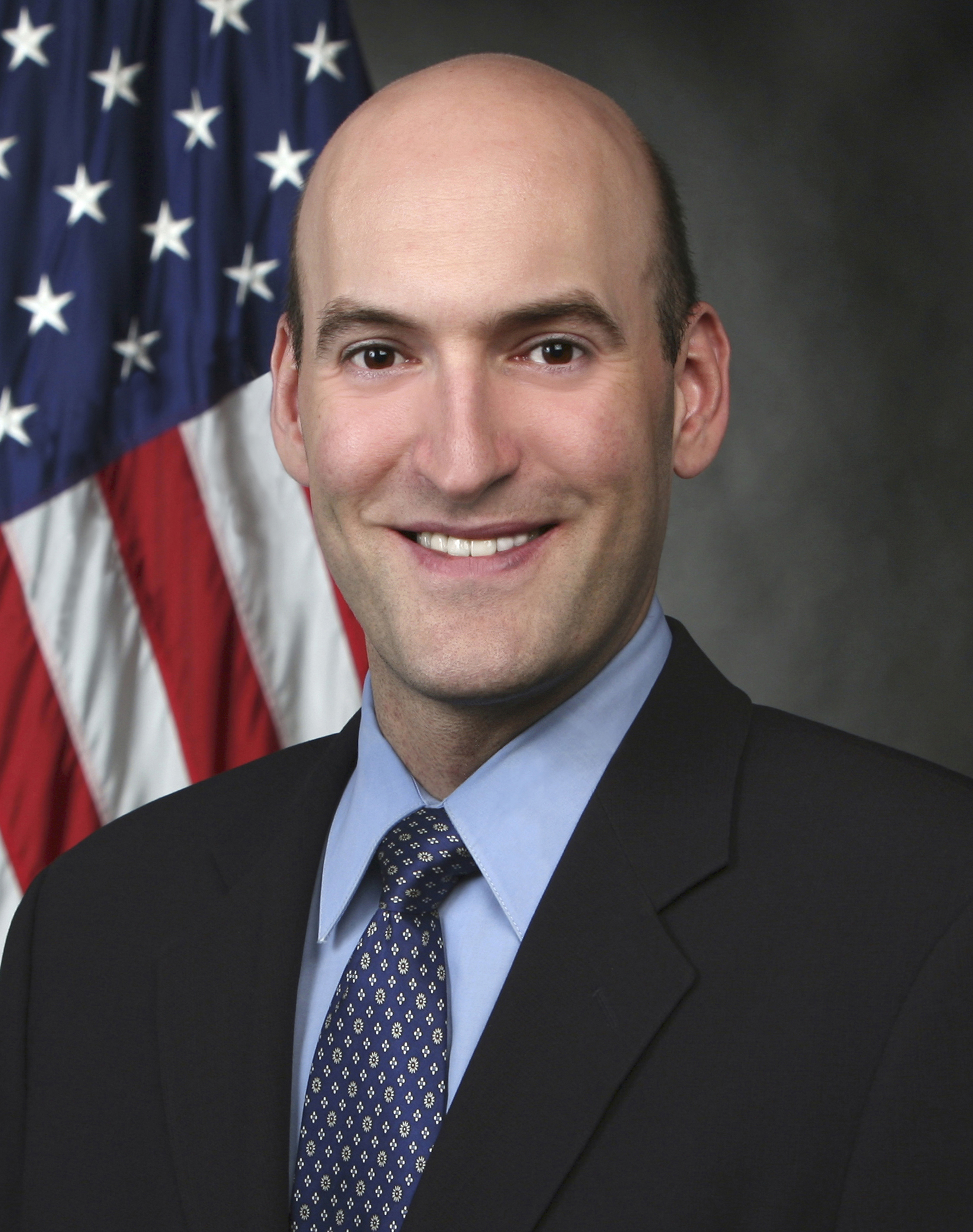
Gregory Jaczko (2006)

Gregory B. Jaczko (/ˈjɑːskoʊ/; * 29. Oktober 1970 in Norristown, Pennsylvania) ist ein US-amerikanischer Regierungsbeamter. Er war von 2009 bis 2012 Vorsitzender der staatlichen Atomaufsichtsbehörde Nuclear Regulatory Commission (NRC).

## Anfänge und Ausbildung
Jaczko wuchs in Albany, New York auf. Er studierte an der Cornell University in Ithaca Physik und Philosophie und erlangte dort 1993 in den beiden Fächern einen Bachelor. 1999 promovierte er an der University of Wisconsin–Madison in Teilchenphysik.

## Politische Laufbahn

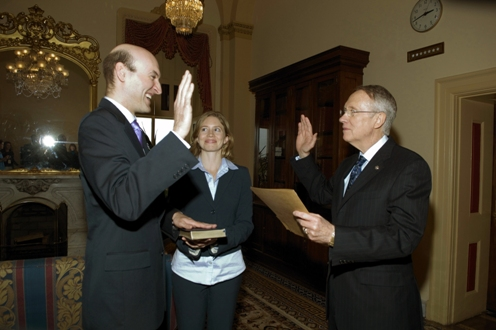
Senator Harry Reid vereidigt Jaczko

Jaczko arbeitete in Washington, D.C. als Congressional Science Fellow für den demokratischen Kongressabgeordneten Ed Markey aus Massachusetts. Er unterrichtete an der Georgetown University in Washington, D.C. unter Dr. Francis Slakey als außerordentlicher Professor für Physik und Staatstätigkeit, beriet das United States Senate Committee on Environment and Public Works (Ausschuss des Senats für Umwelt und öffentliche Bauvorhaben) auf dem Felde der Kernkraft und war appropriations director (Zahlmeister) des Senators Harry Reid aus Nevada sowie dessen Berater in politischen Fragen, die die Naturwissenschaften betreffen.
Jaczko wurde am 21. Januar 2005 als Kommissar der Atomaufsichtsbehörde NRC vereidigt. Am 13. Mai 2009 ernannte Präsident Barack Obama ihn als Nachfolger von Dale E. Klein zum Vorsitzenden der Organisation. Jaczkos Amtszeit wäre bis Juni 2013 gelaufen. Er trat jedoch bereits im Mai 2012 zurück. Als höchstrangiger Verwaltungsbeamter und offizieller Vertreter der Behörde war Jaczko für die übergeordneten Richtlinien sowie für Angelegenheiten des Haushalts und für gewisse Belange der Mitarbeiter zuständig. Darüber hinaus fiel auch alles in seinen Bereich, was auf Bevollmächtigte der Behörde bei einem etwaigen Notstande zukommen kann. Seine Nachfolge trat Allison Macfarlane an.

## Politischer Standort
Jaczko sieht die Atomindustrie kritisch, er setzt darauf, die Umwelt sowie die öffentliche Sicherheit und Gesundheit am besten schützen zu können, indem er in der Gesellschaft so stark wie möglich die nötigen Kenntnisse verbreitet. Er hat Lizenznehmer, Verkäufer, Interessenvertretungen, örtliche und überörtliche Verwaltungen sowie überhaupt die Öffentlichkeit ermutigt, sich tätig den politischen Strebsamkeiten seiner Behörde anzuschließen.
In seinem Bestreben, Sicherheitsbestimmungen für Kernkraftwerke strenger zu gestalten, hat er auch darauf hingewirkt, dass neue derartige Kraftwerke darauf ausgelegt sein sollen, ausreichenden Widerstand gegen den Einschlag von Flugzeugen leisten zu können. Bei der Abstimmung 2012 über die geplanten Reaktoren Vogtle 3 & 4 votierte Jaczko gegen die anderen vier Kommissions-Mitglieder, die den Genehmigungsantrag mehrheitlich befürworteten.